# Sphaerodactylus richardi
Sphaerodactylus richardi este o specie de șopârle din genul Sphaerodactylus, familia Gekkonidae, descrisă de S.Blair Hedges și Garrido 1993. A fost clasificată de IUCN ca specie cu risc scăzut. Conform Catalogue of Life specia Sphaerodactylus richardi nu are subspecii cunoscute.